# Grace Kaufman
Grace Kaufman (* 29. April 2002 in Los Angeles) ist eine US-amerikanische Filmschauspielerin.
Kaufmann wurde 2011 als Kinderdarstellerin aktiv und ist vor allem für das Fernsehen tätig. Sie arbeitet dabei auch als Synchronsprecherin.
Internationale Bekanntheit erlangte sie vor allem durch ihre Rolle der Kate Burns in der CBS-Sitcom Man with a Plan, in der sie ab 2016 das älteste von drei Kindern von Adam Burns (gespielt von Matt LeBlanc) und dessen Ehefrau Andi Burns (Liza Snyder) mimte.
Ihr Schaffen umfasst mehr als 40 Produktionen. Der Schauspieler und Synchronsprecher David Kaufman ist ihr Vater.

## Filmografie (Auswahl)
- 2011: Jessie (Fernsehserie, 1 Episode)
- 2014: Sister
- 2014: Bad Teacher (Fernsehserie)
- 2014–2018: The Last Ship (Fernsehserie)
- 2016: Brave New Jersey
- 2016–2020: Man with a Plan (59 Episoden)
- 2020–2021: The Fungies! (Fernsehserie)
- 2022: Resurrection
- 2022: Über mir der Himmel (The Sky Is Everywhere)
- 2023: The Nanny’s Secrets (The Watchful Eye, Fernsehserie, 8 Episoden)